# 라르스 슈틴들
라르스 슈틴들 (Lars Stindl, 1988년 8월 26일, 바그헤우젤 ~) 은 독일의 축구 선수로 현재 카를스루에 SC에서 공격형 미드필더로 활약하고 있다.
2023년 7월 보루시아 묀헨글라트바흐와 계약 만료 후 카를스루에 SC로 복귀했다.

## 선수 경력

### 클럽
1991년 TSV 비젠탈에서 처음 축구를 시작해 2007년 카를스루에 SC에 입단했고 2군에서는 49경기 11골을 터뜨린 뒤 1군에서는 59경기 13골을 기록했다.
그 후 2010-11 시즌을 앞두고 하노버 96으로 이적하여2014-15 시즌까지 161경기 26골을 작렬시키며 분데스리가 2010-11 4위, 2011-12년 UEFA 유로파리그 8강 등의 성적에 이바지했으나 2012-13 시즌부터 3시즌동안에는 이렇다할 성과를 얻지 못했다.
2014-15 시즌을 마친 후 보루시아 묀헨글라트바흐로 이적하며 현재까지 분데스리가 2015-16 4위, 2016-17년 DFB-포칼 4강, 2016-17년 UEFA 유로파리그 16강, 분데스리가 2019-20 4위 등의 성적에 기여했다.

### 국가대표팀
2007년과 2009년 독일 연령대별 청소년 대표팀에서 4경기를 소화했고그로부터 8년 후인 2017년 6월 6일 덴마크와의 평가전에서 국제 A매치 데뷔전을 치른 이후 2015년 AFC 아시안컵 우승팀인 호주와의 2017년 FIFA 컨페더레이션스컵 B조 조별리그 1차전에서 A매치 데뷔골을 터뜨리는 등 이 대회 5경기에서 3골을 터뜨리며 팀의 사상 처음이자 마지막 컨페드컵 우승에 기여한 것은 물론 동료인 레온 고레츠카, 티모 베르너와 함께 대회 공동 득점왕, 고레츠카와 함께 공동 실버볼을 수상하는 기염을 토했다.

## 주요 성적

### 클럽
하노버 96
- 분데스리가 : 4위 (2010-11)
- UEFA 유로파리그 : 8강 (2011-12)

보루시아 묀헨글라트바흐
- 분데스리가 : 4위 (2015-16, 2019-20)
- DFB-포칼 : 4강 (2016-17)

### 국가대표팀
독일
- FIFA 컨페더레이션스컵 : 우승 (2017)

### 개인
- FIFA 컨페더레이션스컵 득점왕 : 2017 (레온 고레츠카, 티모 베르너와 공동 수상)
- FIFA 컨페더레이션스컵 실버볼 : 2017 (레온 고레츠카와 공동 수상)
- FIFA 컨페더레이션스컵 페어플레이상 : 2017